# Sweet Home (Oregón)
Sweet Home es una ciudad ubicada en el condado de Linn en el estado estadounidense de Oregón. En el año 2000 tenía una población de 8,016 habitantes y una densidad poblacional de 580.7 personas por km².

## Geografía
Sweet Home se encuentra ubicada en las coordenadas 44°24′2″N 122°42′57″O / 44.40056, -122.71583.

## Demografía
Según la Oficina del Censo en 2000 los ingresos medios por hogar en la localidad eran de $31,030 y los ingresos medios por familia eran $35,833. Los hombres tenían unos ingresos medios de $32,866 frente a los $20,833 para las mujeres. La renta per cápita para la localidad era de $13,548. Alrededor del 17.5% de la población estaban por debajo del umbral de pobreza.